# Ankarsvik
Ankarsvik – miejscowość (tätort) w Szwecji, w regionie administracyjnym (län) Västernorrland, w gminie Sundsvall.
Według danych Szwedzkiego Urzędu Statystycznego liczba ludności wyniosła: 986 (31 grudnia 2015), 1015 (31 grudnia 2018) i 1012 (31 grudnia 2019).